# Chris Swanepoel
Chris Swanepoel (Zuid-Afrika, 22 november 1984) is een Zuid-Afrikaans golfprofessional. Hij debuteerde in 2004 op de Sunshine Tour.

## Loopbaan
Voordat Swanepoel een golfprofessional werd in 2003, won hij twee toernooien tijdens zijn amateurcarrière. In 2002 won hij het 'Northern Province Schools' en het 'Gauteng U18 Inter Provincial'.
In april 2007 behaalde Swanepoel zijn eerste profzege op de Sunshine Tour door het Eskom Power Cup te winnen.

## Prestaties

### Amateur
- 2002: Northern Province Schools en Gauteng U18 Inter Provincial

### Professional
Sunshine Tour
| Nr. | Datum         | Toernooi                                | Score           | Score | Info                                  |
| --- | ------------- | --------------------------------------- | --------------- | ----- | ------------------------------------- |
| 1   | 15 april 2007 | Eskom Power Cup                         | 70-63-66=199    | –17   |                                       |
| 2   | 10 juni 2011  | Vodacom Origins of Golf Tour (Arabella) | 72-65-68=205    | –11   |                                       |
| 3   | 22 april 2012 | Golden Pilsener Zimbabwe Open           | 71-69-69-64=273 | –15   | Won de play-off van Trevor Fisher Jr. |